# Guerras moscovito-lituanas
Las guerras moscovito-lituanas (en ruso: Русско-литовские войны, lituano: karai su maskoliais), también conocidas como guerras ruso-lituanas, guerras moscovitas o guerras lituanas, fueron una serie de contiendas que disputó el Gran Ducado de Lituania, coligado con el Reino de Polonia, con el Principado de Moscú y con su sucesor el Zarato moscovita. Después de sufrir varias derrotas a manos de Iván III de Rusia y de Basilio III, los lituanos dependían cada vez más de la ayuda polaca, lo que finalmente fue un importante factor para que surgiera la Mancomunidad de Polonia-Lituania. En la primera serie de enfrentamientos del siglo XV, los lituanos se apoderaron de amplios territorios de la Rus de Kiev, desde Kiev a Mozhaisk, pero en el curso de las guerras posteriores, particularmente en el siglo XVI, los rusos extendieron sus dominios hacia occidente adueñándose a su vez de muchas de las tierras que habían formado parte de la Rus de Kiev.

## Antecedentes en elsigloXIV
Rusia y Lituania se habían enfrentado en una serie de conflictos desde los tiempos de Gediminas, quien derrotó a una coalición de príncipes rusos del oeste (rutenos) en la batalla del río Irpín y asedió Kiev, la antigua capital de la Rus de Kiev. A mediados del siglo XIV, una Lituania en expansión había absorbido Chernígov y Severia. Algirdas, el sucesor de Gediminas, se alió con el Principado de Tver y dirigió tres expediciones contra el Principado de Moscú gobernado por el gran príncipe de Moscú Dmitri Donskói, que logró desbaratarlas.
Las primeras incursiones de tropas lituanas en el Principado de Moscú datan de 1363. En 1368, Algirdas emprendió la primera expedición importante contra Moscú. Habiendo devastado la frontera rusa, el príncipe lituano venció a las tropas del príncipe de Starodub Semión Dmítrievich Krapiva y a las del príncipe Konstantín Yúrievich Obolenski. El 21 de noviembre, puso en fuga a los centinelas rusos en el río Trosná. De todos modos, Algirdas no podía sitiar el Kremlin de Moscú. En consecuencia, sus tropas saquearon los alrededores de la ciudad y capturaron a una parte significativa de la población moscovita. En 1370, Algirdas organizó otra expedición contra Moscú, talando la zona de Vólok Lamski. El 6 de diciembre, puso sitio a Moscú. Informado de que el príncipe Vladímir Andréievich acudía a socorrerla, Algirdas abandonó el cerco y volvió a Lituania. En 1372, Algirdas atacó Moscú otra vez, llegando hasta Liubutsk. Sin embargo, el príncipe Dmitri Donskói batió a las tropas de Algirdas y los lituanos firmaron el Tratado de Liubutsk. En 1375, los lituanos corrieron el Principado de Smolensk.
Algunos personajes de Moscú deseaban obtener el control sobre todos los territorios que una vez formaran parte de la Rus de Kiev, muchos de los cuales estaban en ese momento en poder de Lituania (incluyendo los territorios de la actual Bielorrusia y de Ucrania). Asimismo, Moscú deseaba obtener acceso al mar Báltico, que atravesaba una ruta comercial de importancia cada vez mayor. Por estas razones, los conflictos entre Lituania y Rusia no cesaron de crecer.

## Basilio I contra Vitautas el Grande
Los conflictos se reanudaron durante el reinado del hijo de Dmitri, Basilio I, que estaba casado con Sofía de Lituania, la única hija del Gran Duque Vitautas. En 1394, Vitautas arrasó el Principado de Riazán, reduciendo a cenizas muchos asentamientos. En 1402, las hostilidades con su yerno se iniciaron por el control del Principado de Smolensk. Después de que Vitautas capturara su capital, Yuri de Smolensk huyó a la corte de Basilio, intentando conseguir su ayuda para recuperarla. Basilio dudó hasta que Vitautas conquistó también Pskov. Alarmado por la expansión continua de Lituania, Basilio envió a su ejército para auxiliar a los habitantes de Pskov contra su suegro. Los ejércitos ruso y lituano se encontraron cerca del río Ugrá, pero ninguno de los jefes se aventuró a entablar batalla. Se acordó una paz, por la que Vitautas conservó Smolensk (Principado de Smolensk).

## Primera guerra (1487-1494)
Los papeles se invirtieron durante el reinado de Iván III, quien pretendía recuperar los territorios familiares de la Casa de Rúrik, las tierras que habían formado parte de la Rus de Kiev.
El gran duque de Lituania Casimiro IV, para presionar a Iván III, alcanzó un acuerdo con Ajmat, el kan de la Horda de Oro. En 1472, el kan atacó el principado de Moscú y destruyó la ciudad de Aleksin. En 1480, planeando una gran campaña contra Moscú, el kan pasó con sus tropas a través de los territorios de su aliado Casimiro, hasta la frontera lituano-moscovita en el río Ugrá. En noviembre, después del Gran encuentro del río Ugrá, el kan se retiró. Esto puso fin al dominio mongol en la Rus de Kiev.
Iván III se alió entonces con Mengli Girai, el kan de Crimea, y atacó el sur de Lituania en 1492. Los rusos se las arreglaron para mantener el control sobre muchas localidades, hasta que se acordó una tregua en 1494. Según lo dispuesto en esta, Alejandro de Lituania se casó con Elena, hija de Iván III.

## Segunda guerra (1500-1503)

La guerra de Iván contra el Gran Ducado de Lituania (1500-1503), que le reportó extensos territorios.

Las hostilidades se reanudaron en 1499, después de que unos cuantos vasallos ortodoxos de Lituania se quejaran de la opresión religiosa de Alejandro I (que era un firme católico que, a pesar de sus obligaciones, incluso intentó convertir a su mujer Elena, la hija de Iván III, al catolicismo), y se pasaron a Moscú, que aceptó su juramento de fidelidad. Los rusos se internaron en el territorio enemigo y expugnaron las fortalezas de Toropets y Dorogobuzh, aunque no lograron tomar Smolensk. Después de que Iván infligiera una dura derrota a los lituanos en la batalla de Vedrosha, estos se vieron obligados a ceder a Rusia las tierras del río Oká, las ciudades de Vyazma, Chernígov y Nóvhorod-Siverski con las tierras aledañas (a orillas del río Desná), así como las situadas al este de Smolensk (en torno a un tercio del territorio del Gran Ducado de Lituania). Después de esta serie de derrotas, los magnates de Lituania —que estaban en unión personal con el Reino de Polonia— pidieron ayuda a Polonia. Esta se la brindó, lo que dio inicio a una larga serie de guerras entre Polonia (aliada de Lituania) y Rusia.

## Tercera guerra (1507-1508)

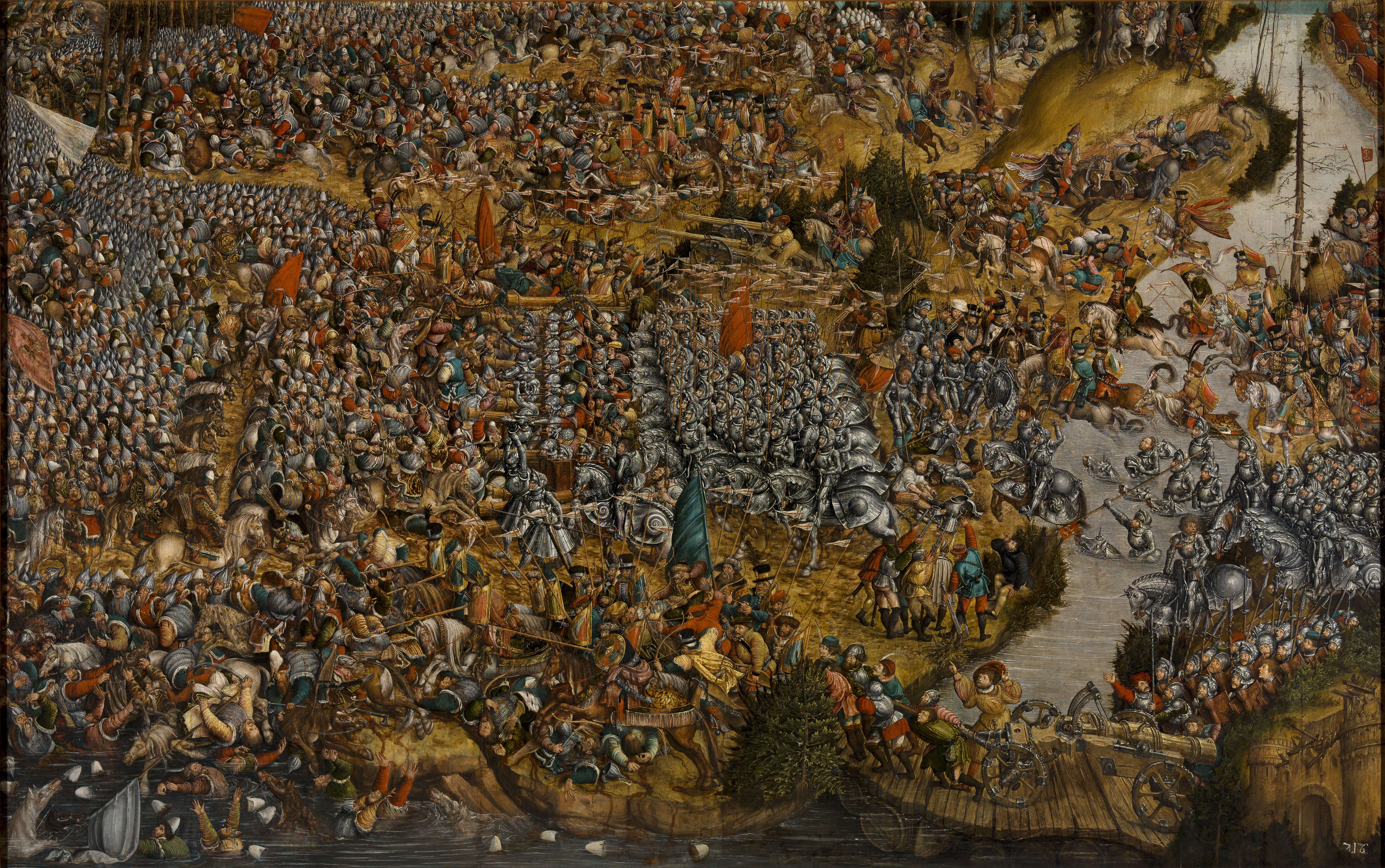
Batalla de Orsha en 1514. Pintor desconocido, óleo sobre lienzo, alrededor de la década de 1520.

Los ejércitos del aliado de Moscú, el Kanato de Crimea, invadieron las tierras lituanas en 1506, pero el mariscal de Corte de Lituania Michal Glinski les infligió una dura derrota en la batalla de Kletsk.
Mientras tanto, el rey Alejandro murió y Segismundo I el Viejo heredó los tronos de Polonia y Lituania; por su parte, Basilio III heredó la corona rusa y reanudó las hostilidades con Lituania. El kan de Crimea no estaba satisfecho con las victorias rusas y se coligó con Polonia. Antes de que Segismundo estuviera totalmente envuelto en el conflicto, el magnate lituano Glinski se rebeló e intentó ganar Vilna para Rusia en 1507.
La guerra continuó hasta 1508, cuando Glinski fue derrotado en Vilna, y a continuación en Minsk y Orsha, por lo que debió retirarse con sus aliados rusos ante el avance del ejército polaco-lituano; la guerra concluyó mediante el «tratado de paz eterno» del 8 de octubre de 1508, que mantuvo las cláusulas territoriales del tratado de 1503.

## Cuarta guerra (1512-1522)
En 1512, el Principado de Moscú invadió el Gran Ducado de Lituania otra vez. Al principio los rusos no consiguieron apoderarse de Smolensk, pero lo lograron dos años después, en 1514; con la ayuda de Glinski, la conquistaron, tras tres meses de asedio. A partir de entonces, Rusia sufrió una serie de derrotas. Primero en 1512, el gran hetman de Lituania, Konstanty Ostrogski, saqueó Severia y venció a una hueste rusa de seis mil hombres; y luego en la batalla de Orsha del 8 de septiembre los rusos sufrieron un tremendo descalabro, cuya importancia fue magnificada por la propaganda antirrusa en Europa.

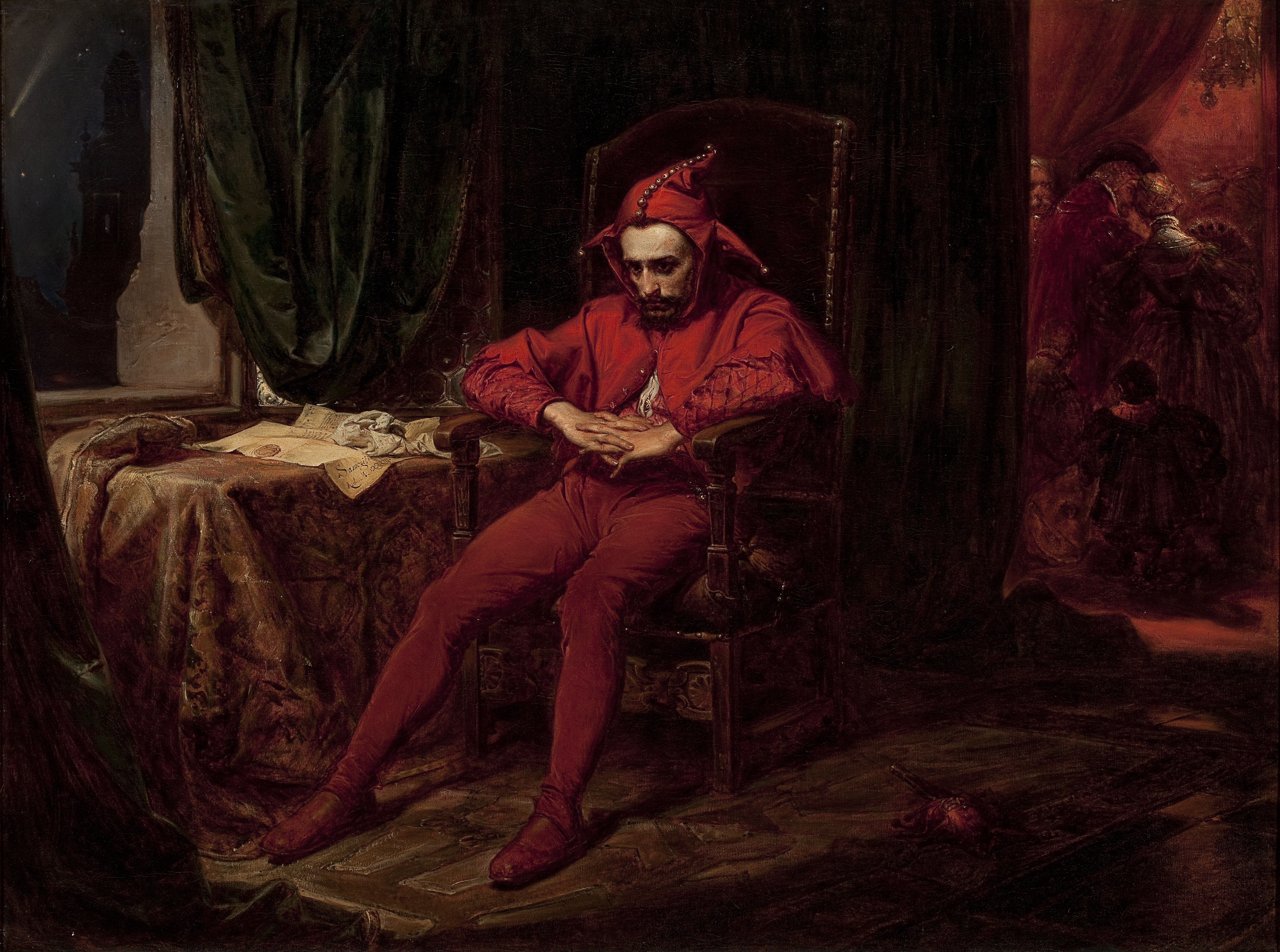
Stańczyk por Jan Matejko. El bufón es el único personaje preocupado en el baile real después de que las noticias de que la ciudad de Smolensk había sido tomada por los rusos en 1514 llegaran a la corte.

A pesar de su victoria, el ejército polaco-lituano fue incapaz de moverse lo suficientemente rápido para recobrar Smolensk, aunque el año anterior (1513) había conseguido expulsar a las tropas rusas de Vítebsk y Pólotsk. En marzo de 1515, el Principado de Moscú formó una alianza con los Hermanos Livonios de la Espada, pero no consiguió retomar Vítebsk, mientras las tropas polacas conquistaban Velikie Luki y Toropets en 1516. En 1517, la expedición polaco-lituana contra Pskov terminó en derrota en el sitio de Opochka, pero en 1518 las fuerzas rusas fueron batidas a su vez durante el Sitio de Pólotsk cuando, según la leyenda, las tropas lituanas fueron inspiradas por la visión de su santo patrón, san Casimiro.
En 1512 y 1517, los tártaros de Crimea, coligados con Lituania, devastaron la tierra rusa. En 1521, el kan de Crimea Mehmed I Giray llevó a cabo un ruinoso ataque contra el Principado de Moscú. Las tropas lituanas acaudilladas por Ostap Dashkévych (el primer koshovýi otamán de los cosacos de Zaporizhia) participaron en él, intentando tomar Riazán.
Pese a que en 1519 el ejército ruso había saqueado la comarca de Kreva, ninguno de los ejércitos conseguía imponerse al enemigo. En consecuencia en 1522, se firmó un tratado de paz, según los términos del cual el Gran Ducado de Lituania hubo de ceder al Principado de Moscú alrededor de un cuarto de sus posesiones rutenas, incluyendo Smolensk. La nueva frontera entre los dos países se fijó en el río Dniéper.

## Quinta guerra (1534-1537)

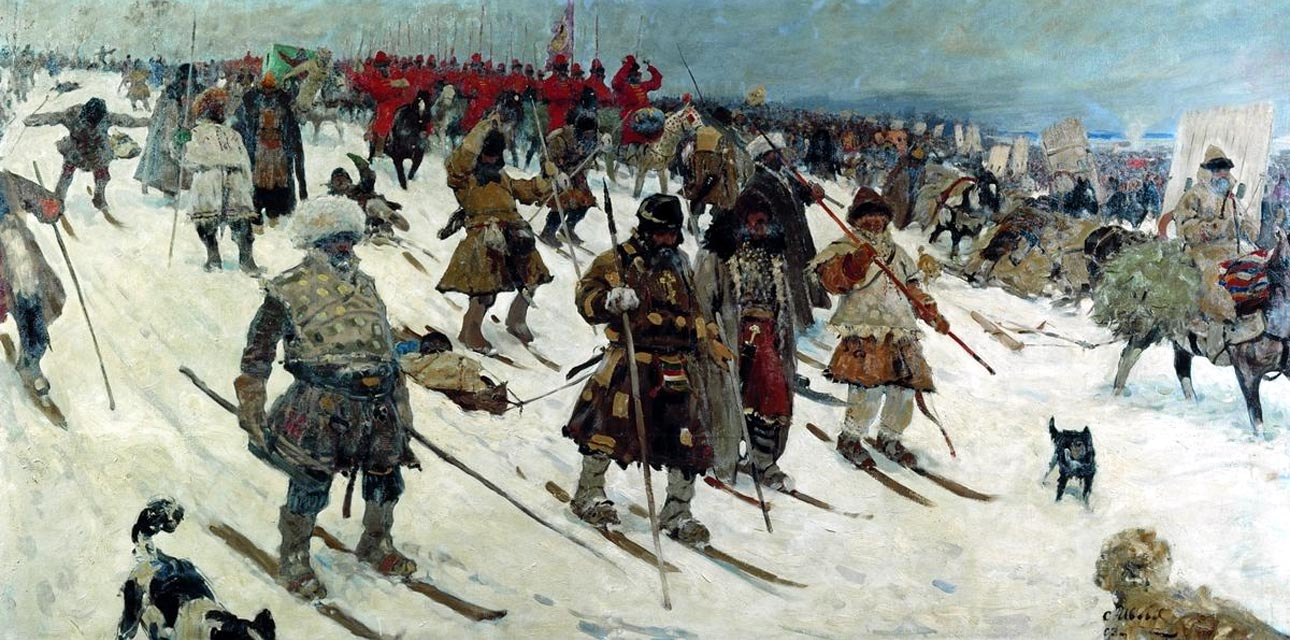
Campaña de los moscovitas, siglo XVI.
Obra de Serguéi Ivanov de 1903. Galería Tretiakov.

Cuando Basilio III falleció, su hijo y heredero, Iván IV, apenas contaba con tres años de edad. La madre de este, la regente Elena Glínskaya, se enzarzó en luchas con otros familiares y boyardos. El monarca polaco-lituano intentó aprovecharse de esta situación y exigió la devolución de los territorios conquistados por Basilio III. En el verano de 1534, el gran hetman Jerzy Radziwiłł se puso al frente de veinte mil hombres para recuperar lo que Lituania había perdido en las pasadas décadas y los tártaros también acometieron a los moscovitas; las correrías de ambos se centraron en los territorios de Chernígov, Nóvgorod-Síverski, Radogosch, Starodub y Briansk. El asalto lituano a Severia fue rechazado en el invierno de 1534 y comienzos de 1535 cuando tres ejércitos rusos mandados por los príncipes Iván Fiódorovich Ovchina Télepnev-Obolenski y Vasili Vasílievich Nemói Shuiski invadieron el Gran Ducado de Lituania, llegaron hasta Vilna y Navahrúdak y construyeron la fortaleza de Ivángorod junto al lago Sébezh.
El año siguiente los lituanos contaron con la ayuda de los tártaros de Crimea, que saquearon la región de Riazán, y la de los polacos, mandados por el gran hetman de la Corona del Reino de Polonia Jan Tarnowski, cuya hueste de siete mil hombres derrotó a los rusos en Starodub, lo que le permitió invadir Severia hasta Hómel. Por su parte, los rusos vencieron a un ejército lituano de cuarenta mil hombres en Sébezh, erigieron la fortaleza de Vélizh y saquearon los suburbios de Vítebsk. La tregua de cinco años firmada en 1537 entregó Hómel a Lituania, mientras que Rusia se quedó con Sébezh y Vélizh. Aunque la tregua se prorrogó, las negociaciones para alcanzar una paz permanente no llegaron a buen término.

## Guerra livonia

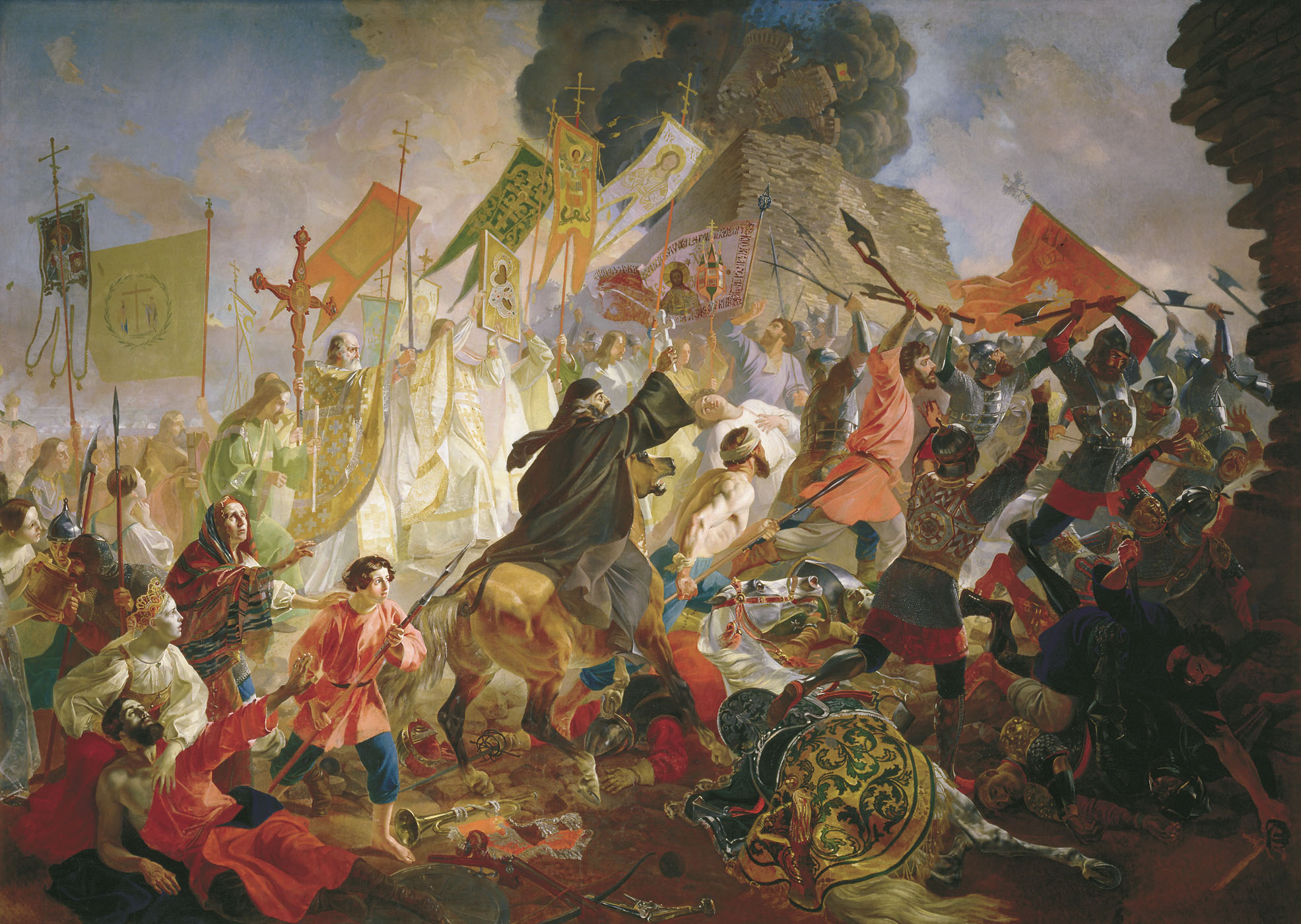
Sitio de Pskov por el rey polaco Esteban I Báthory en 1581, la última (e inacabada) pintura alegórica de Karl Briulov de 1843. El sitio, desde la perspectiva rusa, enfatiza cómo los rusos vieron su resistencia a la invasión polaca como una defensa de su tradicional religión ortodoxa contra el papismo llevado al Zarato moscovita por los polacos con la bendición del Papa.

La siguiente guerra puede ser vista como parte de la guerra Nórdica de los Siete Años o de la más larga guerra livonia, ya que involucró a la mayoría de las potencias alrededor del Mar Báltico. Durante el reinado de Segismundo II Augusto Jagellón en Polonia y Lituania, el zar Iván IV invadió Livonia, por lo que en 1568 los Caballeros Livonios buscaron la alianza con Polonia y Lituania, ya que los polacos sólo podían defender el sur de Livonia.
Al comienzo de las hostilidades, Lituania y Polonia estaban coligadas con el Reino de Dinamarca y Noruega y lucharon contra el Zarato moscovita en liga también con Suecia; después de varios años, las coaliciones cambiaron y Polonia-Lituania pactó con Suecia contra Rusia y Dinamarca. Finalmente la tregua de 1570 dividió Livonia entre los participantes: Lituania conservó Riga y Rusia obtuvo acceso al mar Báltico por Narva.
Los lituanos se sintieron crecientemente presionados por el zar; la baja nobleza lituana presionaba al gran duque y a los magnates para obtener los mismos derechos que la nobleza polaca (szlachta), la denominada Libertad Dorada. Finalmente, en 1569, después de que Segismundo II Augusto transfiriera territorios del Gran Ducado a Polonia, y tras varios meses de duras negociaciones, los lituanos aceptaron parcialmente las exigencias polacas y rubricaron la Unión de Lublin, merced a la cual surgió la Mancomunidad de Polonia-Lituania.

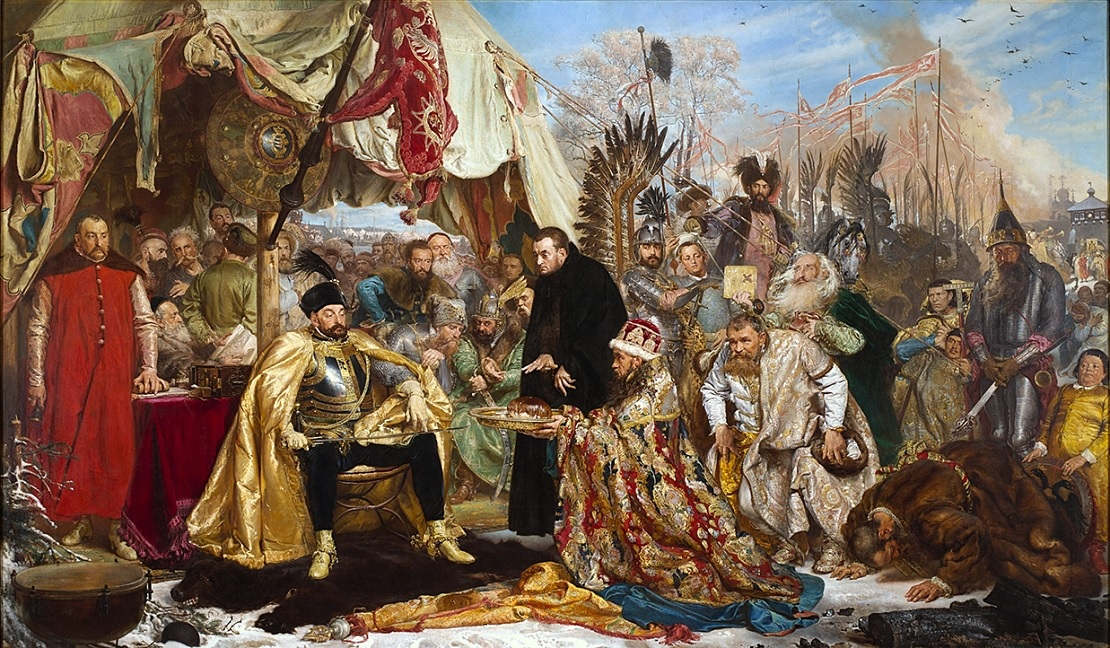
Báthory en Pskov (1581/1582). Obra de Jan Matejko de 1872. El sitio de Pskov, desde la perspectiva polaca, en la pintura alegórica de Matejko ilustra el concepto del nacionalismo romántico: los moscovitas son representados rindiéndole homenaje al rey polaco, que aparece victorioso, aunque en realidad Pskov nunca cayó en manos de los polacos, porque el conflicto terminó antes de que el asedio concluyera.
Colección del Castillo real de Varsovia.

En la siguiente fase del conflicto, Iván IV, en 1577, aprovechándose de la crisis interna de la Mancomunidad (llamada en la historiografía polaca la «guerra contra Danzig») durante el reinado de Esteban I Báthory, invadió Livonia; se apoderó rápidamente casi todo el territorio, con la excepción de Riga y Rével. Esta guerra duró hasta 1582.
A la invasión rusa, Esteban Báthory replicó con una serie de tres ofensivas con las que intentó separar a Livonia del resto de territorios rusos. Durante su primera ofensiva en 1579, con veintidós mil hombres, recuperó Pólotsk y saqueó la región de Smolensk y Severia hasta Starodub. Durante la segunda, en 1580, tomó Vélizh, Usvyat y Velikie Luki al frente de un ejército de veintinueve mil hombres. En 1581, cien mil soldados lituanos quemaron Stáraya Rusa, y seguidamente sitiaron Pskov, aunque no pudieron conquistarla. El prolongado y fallido asedio dio pie a negociaciones que, gracias a la mediación del legado pontificio Antonio Possevino, concluyeron en la Paz de Jam Zapolski por la que el zar renunció a sus derechos sobre Livonia y Pólotsk, pero no cedió territorios de la Rusia propiamente dicha. La paz duró un cuarto de siglo, hasta que las tropas de la Mancomunidad de Polonia-Lituania invadieron el Zarato moscovita en 1605.

## Progresión en mapas

Estado lituano en los siglos XIII-XV.
Mancomunidad de Polonia-Lituania en 1569
Mancomunidad de Polonia-Lituania en la década de 1590.